# Eutelia sinuosa
Eutelia sinuosa là một loài bướm đêm trong họ Noctuidae.